# Oleg Igorewitsch Maritschew
Oleg Igorewitsch Maritschew (russisch Олег Игоревич Маричев; * 7. September 1945 in Welikije Luki, Russland) ist ein russischer Mathematiker.

## Ausbildung
1949 siedelte er nach Minsk über. Hier wurde sein Interesse für Mathematik geweckt, als sein Lehrer in der 8. Klasse die Methode der vollständige Induktion einführte. Bald war er ein begeisterter Teilnehmer von lokalen Mathematik-Olympiaden. Er besuchte die Belarussische Staatsuniversität in Minsk und gewann hier zahlreiche Wettbewerbe und die renommierte akademische Goldmedaille.
Nach Abschluss seines Studiums 1968 arbeitete er bei Fjodor Gachow, der für seine Lösung des Riemmanschen Randwertproblems für analytische Funktionen in geschlossener Form bekannt wurde, über partielle Differentialgleichungen. Seine mathematische Arbeitsweise ist gekennzeichnet von Originalität, Strenge und Vollständigkeit. Während dieser Forschungen entwickelte sich bei ihm ein lebenslanges Interesse für spezielle Funktionen, insbesondere hypergeometrische Funktionen, Bessel-Funktionen, Legendre-Polynome, Appellsche Funktionen und die Meijersche G-Funktion.
1973 promovierte er in Minsk bei Fjodor Gachow mit der Arbeit Tricomi's Boundary Value Problem for Some Mixed Type Equations and Integral Equations with Special Functions in the Kernels. 1978 veröffentlichte er sein Handbook of integral transforms of higher transcendental functions: theory and algorithmic tables, das 1983 von L.W. Longdon ins Englische übersetzt wurde.

## Forschung über Integrale
Danach nahm er ein noch größeres Projekt in Angriff: Eine umfassendere Integraltafel als der Gradshteyn-Ryzhik. Hierfür berechnete er tausende von komplizierten Integralen per Hand. Das Ergebnis erschien 1981 bis 1986 als fünfbändiges Werk.
Er erhoffte sich durch diese Forschungen die Berechnung der Integrale durch einen Algorithmus zu automatisieren. 1980 bot sich eine Chance zusammen mit Ernst Krupnikov auf einem MIR-Großrechner in Nowosibirsk einen Integrations-Algorithmus mit Meijer G-Funktionen zu implementieren. Mehrere Jahre später entwickelte er zusammen mit seinem ehemaligen Studenten Victor Adamchik einen Prototyp eines Integrations-Systems mit Hilfe des Computeralgebrasystems Reduce. 1990 wurden Marichev und Adamchik in die USA eingeladen, um Wolfram Research ihr Integrations-System zu demonstrieren. Beide blieben bei Wolfram Research um den Integrations-Befehl von Mathematica erheblich auszubauen.
Zu dieser Zeit habilitierte Maritschew an der Friedrich-Schiller-Universität in Jena mit der Arbeit Functions of Hypergeometric Type and Some Applications to Integral and Differential Equations.
In der Zeit 1992–97 arbeitete er aktiv bei Wolfram Research über symbolische Integration und numerische Auswertung der Meijer G-Funktion, die komplizierteste in Mathematica implementierte spezielle Funktion.

## Werke
- O.I. Marichev. Handbook of integral transforms of higher transcendental functions: theory and algorithmic tables. Translated from the Russian by L.W. Longdon. Ellis Horwood Series in Mathematics and its Applications. Chichester: Ellis Horwood, 1983, 336 p. (russische Originalausgabe: Minsk, 1978)
- A.P. Prudnikov, Yuri A. Brychkov, O.I. Marichev: Integrals and series. 5 Bände, russische Originalausgabe Moskau, 1981–1986